# 善化糖廠
善化糖廠是一座位於臺南市善化區的製糖工廠，為臺灣糖業公司現存二座壓榨甘蔗糖廠之一，隸屬於其砂糖事業部。

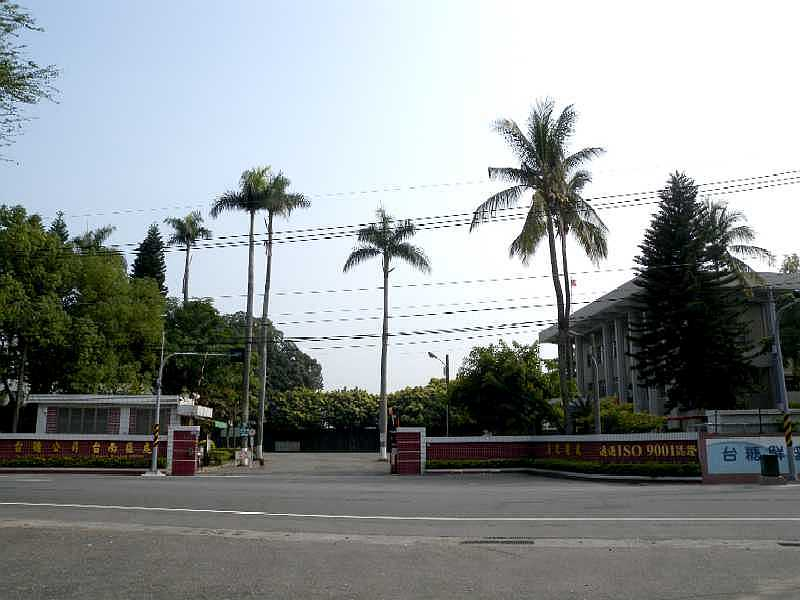
善化糖廠

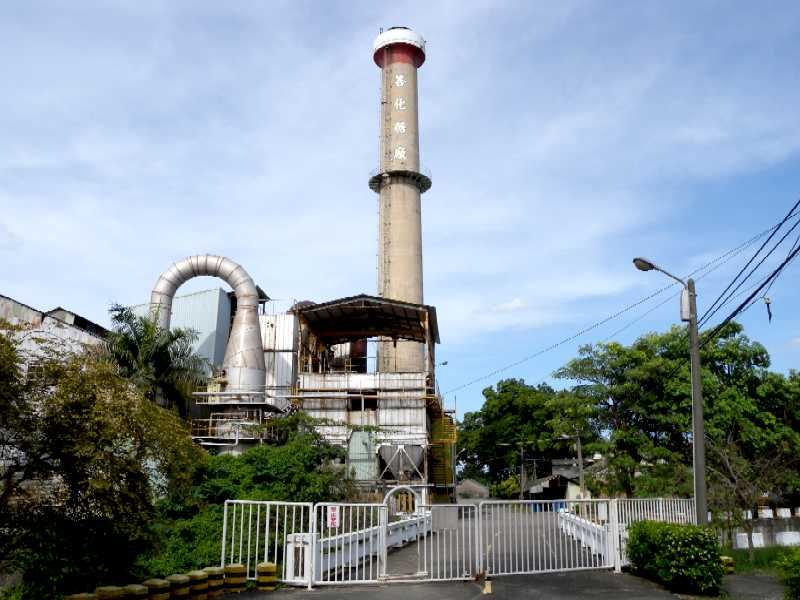
善化糖廠

## 沿革

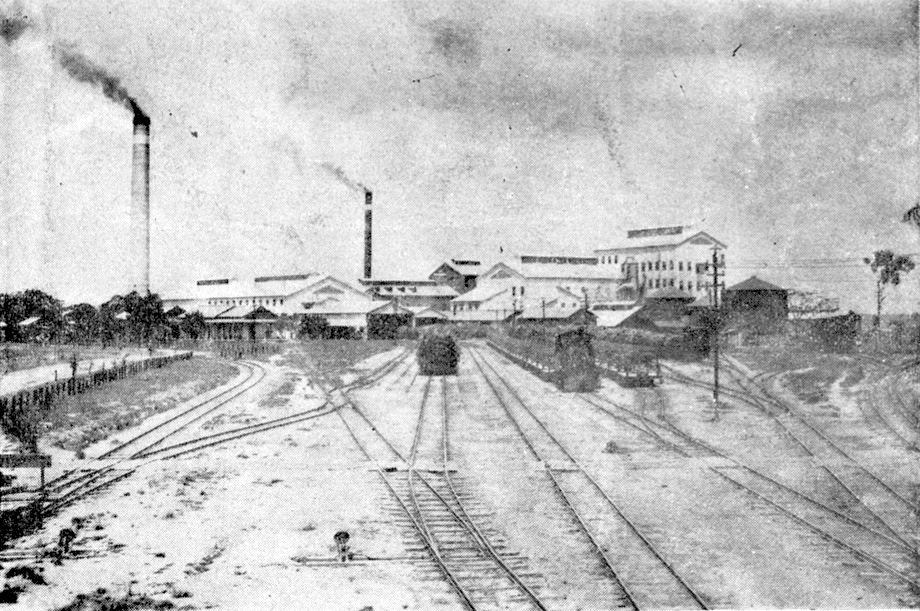
日治時期的灣裡工場

1905年（明治38年）2月王雪農、陳鴻鳴、蘇有志、善化里東堡區長、臺南州參事、臺灣總督府評議會員等人創辦灣裡製糖所。
1906年12月，灣裡製糖所正式開工製糖，原由中島于市主持，隨後改由溝上喜世任所長，當時僅有第一工場。當年製糖壓榨量為180公噸，經逐年改善後為700公噸。
1909年10月，日本財閥強制合併接收經營，由臺灣製糖株式會社承繼。1928年（昭和3年），擴建第二工場，壓榨量增至1,000公噸。第二次世界大戰戰後，1946年（民國35年）由國民政府接收隸屬經濟部國營生產事業機構，並改名為臺灣糖業公司第二分公司灣裡糖廠。1950年（民國39年）7月各分公司改為總廠，改隸總爺糖廠。1961年（民國50年）7月更名總爺總廠善化糖廠，1967年（民國56年）7月總爺總廠改組為麻佳總廠，1974年（民國63年）11月麻佳總廠撤銷本廠改隸新營總廠。1985年（民國74年）9月撤銷新營總廠督導後直屬臺灣糖業公司。1990年（民國79年）11月，兼併永康糖廠及麻豆糖廠。永康糖廠停止生產，麻豆糖廠製糖工場繼續製糖作業。1992年（民國81年）10月，兼併玉井糖廠，於玉井廠繼續製糖作業。1994年（民國83年）7月，麻豆工場停產，廠區業務移交佳里糖廠接管。1995年（民國84年）7月，玉井工場停產，廠區設備由善化糖廠接管。1998年（民國87年）6月，佳里糖廠結束，由善化糖廠接管。2003年（民國92年）7月，仁德糖廠及新營糖廠關閉，併入善化糖廠。2004年（民國93年）善化糖廠舉辦慶祝建廠100週年活動；10月改隸屬於砂糖事業部，全名為「臺灣糖業公司砂糖事業部善化糖廠」，2008年（民國97年）6月1日，南靖糖廠停產，其自營農場併入善化糖廠。本區於日治時期時種植有大片甘蔗，供應善化糖廠生產蔗糖，後因國際蔗糖需求下降而沒落，糖廠在臺糖公司多角化經營的策略下轉型，成為觀光景點之一。
建廠初期的壓榨甘蔗量為每日180公噸，於1928年擴建第二工場，壓榨甘蔗能力增至1,000公噸。1945年二戰結束，由臺灣糖業監理委員會第二分會接管。1946年改稱臺灣糖業公司第二分公司灣裡糖廠。1950年7月，改隸屬於臺灣糖業公司總爺總廠。1953年開始經營試辦營業線玉善線。
1959年3月，自溪州糖廠遷裝日壓1,500公噸壓榨設備，壓榨量提高至日壓3,000公噸。經逐年擴建改善。更新壓榨設備2列各1,700公噸，每日壓榨甘蔗量提高至3,400公噸，年生產糖量約2.48萬公噸。
灣裡糖廠，於1961年7月，時期，臺南縣的灣裡街已改名為善化鎮，與「臺灣糖業公司第二區分公司灣裡廠」名字不相符，故更名為善化糖廠。善化糖廠於1990年11月兼併永康糖廠及麻豆糖廠，麻豆工場繼續製糖作業。於1992年10月兼併玉井糖廠。1994年7月麻豆工場停壓佳里糖廠接管。1995年7月玉井工場停壓，廠區由善化糖廠接管。1998年7月1日佳里糖廠裁撤，由善化糖廠接管。於2003年7月併入仁德糖廠及新營糖廠。善化糖廠於2004年舉行慶祝建廠一百週年活動。善化糖廠與雲林縣的虎尾糖廠為現今台糖公司僅存維持蔗糖壓榨製造的兩座製糖工廠之一，其餘各糖廠廠區皆已進行事業轉型。

## 沿革事記
1904年，創辦臺南製糖株式會社
1906年，正式開始營運
1909年，由臺灣製糖株式會社承繼，取為「灣裡製糖逤所」(臺灣製糖株式會社灣裡製糖所)
1928年，擴建第二工場
1945年，二戰結束，由臺灣糖業監理委員會第二分會接管
1946年，改稱臺灣糖業公司第二分公司灣裡糖廠
1950年，改隸屬於臺灣糖業公司總爺總廠
1961年，更名為善化糖廠
1990年，兼併永康糖廠及麻豆糖廠，糖廠，永康糖廠停壓，僅留麻豆製糖工場繼續作業
1992年，兼併玉井糖廠
1994年，麻豆工場停壓，併入佳里糖廠接管
1995年，玉井工場停壓，廠區由善化糖廠接管；完成堆肥製造廠，解決蔗渣問題。成立雜作股
1998年，佳里糖廠結束，由善化糖廠接管
2003年，仁德糖場廠及新營糖廠關廠，合併入善化糖廠
2004年，建廠百年

## 現況
2008年南靖糖廠停壓，南靖原料課於2008年6月1日，併入善化糖廠。現在嘉義縣以南地區，僅剩善化糖廠繼續壓榨甘蔗製糖，併入的各廠區進行轉型開發。
除虎尾糖廠外，善化為2020年初仍在使用五分車運輸糖品的糖廠，且是台糖唯一使用中並動態運轉的德馬牌A型柴油機車，但由於不符合交通部鐵道局安全規範，已於2023年10月停駛。

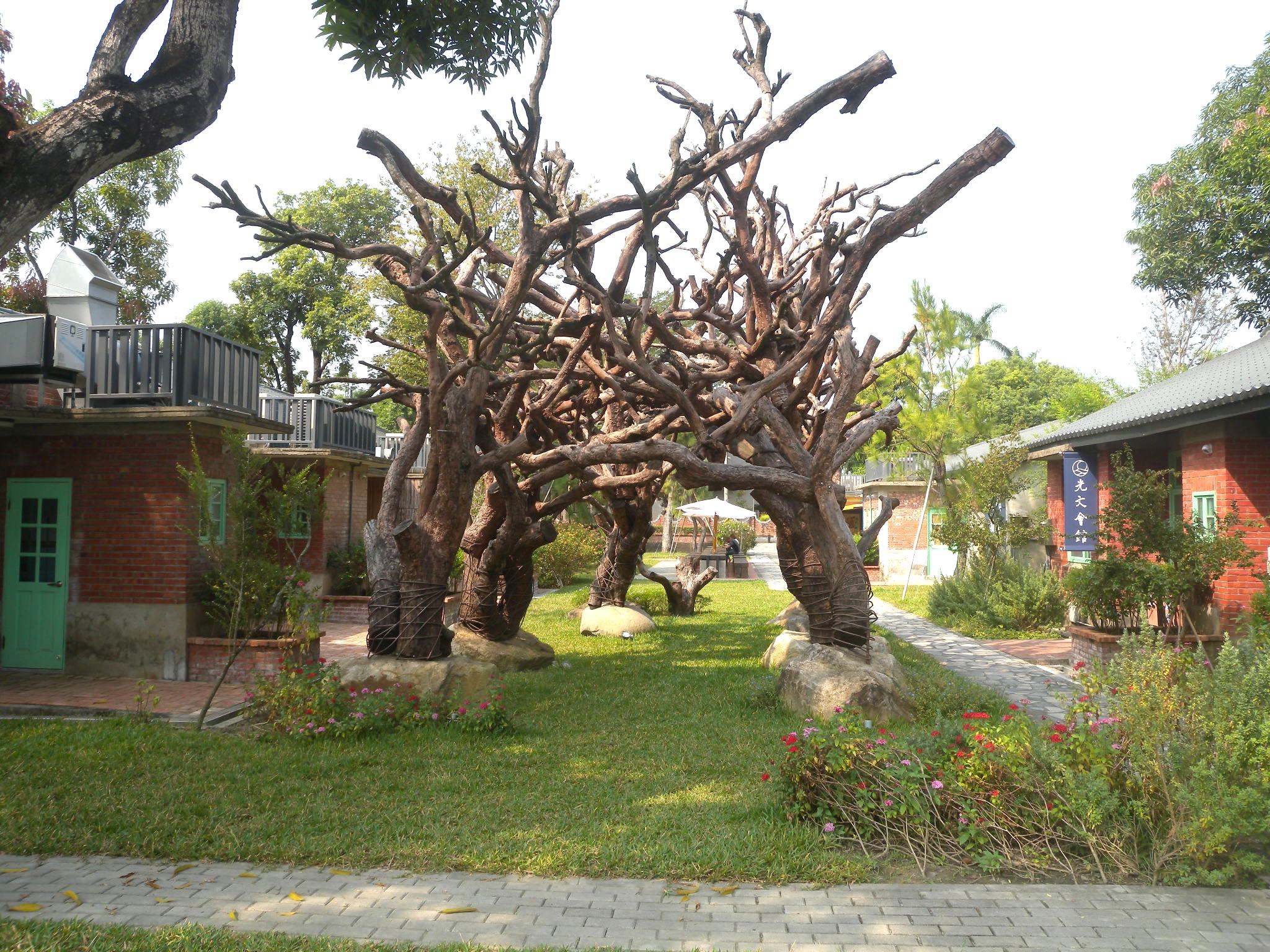
善糖文化園區（原宿舍區轉型為文創休憩區）
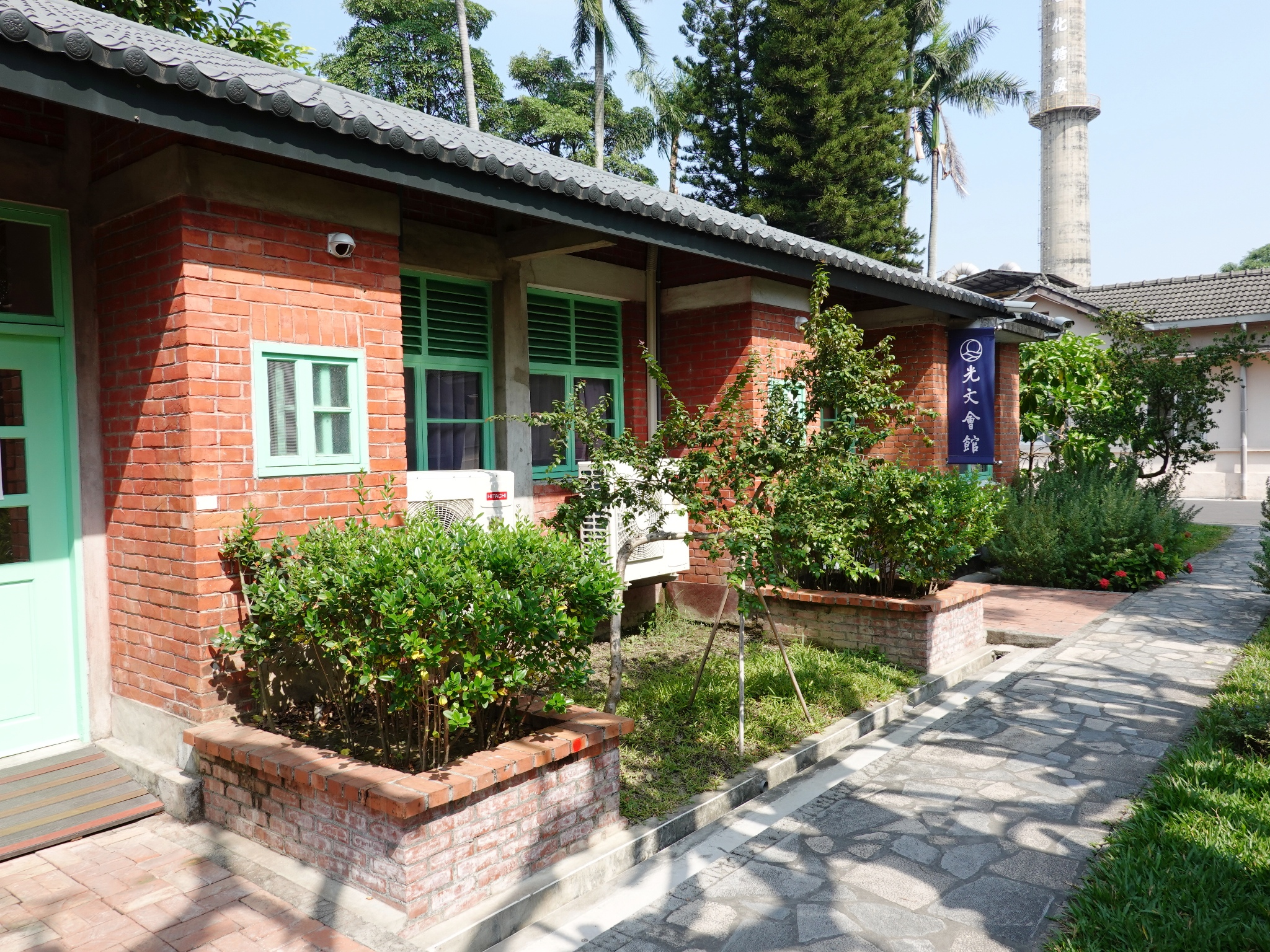
善糖文化園區（原宿舍區轉型為文創休憩區）
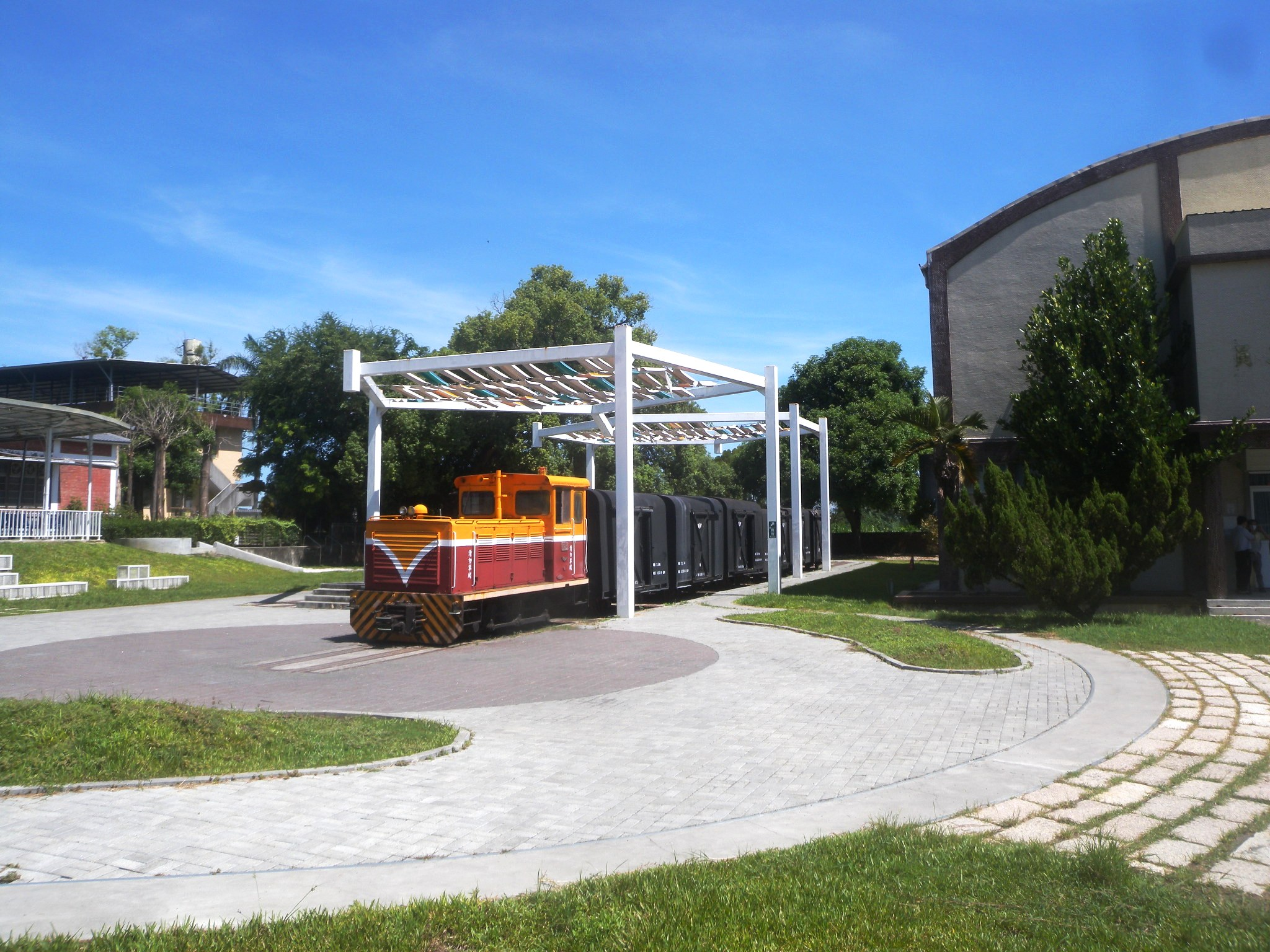
善糖文化園區（五分車展示場）

## 外部連結
- 台糖砂糖事業部-善化糖廠（页面存档备份，存于）
- 善化糖廠 - 台灣製糖工廠百年文史地圖（页面存档备份，存于）
- 台糖全球中文入口網-善化糖廠（页面存档备份，存于）
- 台糖全球中文入口網-善化糖廠（页面存档备份，存于）